# Liste de territoires contestés
 (avril 2008).
Si vous disposez d'ouvrages ou d'articles de référence ou si vous connaissez des sites web de qualité traitant du thème abordé ici, merci de compléter l'article en donnant les références utiles à sa vérifiabilité et en les liant à la section « Notes et références ».
Cette liste répertorie des territoires contestés dont deux ou plusieurs pays reconnus par la communauté internationale se contestent la souveraineté.

## Méthodologie
Cette liste recense les territoires :
- sur lesquels la souveraineté d'un ou plusieurs États est généralement reconnue ;
- et dont la souveraineté est contestée ou revendiquée par ces États.

La liste ne couvre pas les territoires suivants :
- régions sécessionnistes, que leur indépendance ait été généralement reconnue ou pas (par exemple, l'Abkhazie) ;
- régions qui revendiquent leur indépendance ;
- régions contrôlées par une faction se revendiquant comme seul gouvernement légitime (par exemple, Taïwan et les zones administrées par la république de Chine) ;
- régions sur lesquelles la souveraineté d'aucun État n'est généralement reconnue, quel que soit leur statut actuel (Antarctique, Cisjordanie, bande de Gaza, Sahara occidental) ;

Ces cas sont présentés dans la liste des États non reconnus internationalement et la liste de micronations.

## Liste

### Afrique
| Territoire                                   | Revendication                                  | Notes |
| -------------------------------------------- | ---------------------------------------------- | --- |
| Lac Albert                                   | République démocratique du Congo Ouganda       | Litige frontalier au niveau du district de Mahagi sur les rives nord-ouest du Lac Albert. Le conflit est amplifié par la présence d'un gisement de pétrole important. |
| Alborán                                      | Espagne Maroc                                  | Île de Méditerranée occidentale située à 57 km des côtes marocaines et à 84 km des côtes espagnoles, sous contrôle de l'Espagne et revendiquée par le Maroc. |
| Ceuta et Melilla                             | Espagne Maroc                                  | Enclaves espagnoles revendiquées par le Maroc qui l'entoure. |
| Îles Chafarinas ou Zaffarines                | Espagne Maroc                                  | Groupe d'îles comprenant les îles du Congrès, Isabelle II et du Roi sous contrôle de l'Espagne, à 3,5 km au large du Maroc, qui les revendique. |
| Persil ou Leïla                              | Espagne Maroc                                  | Îlot inhabité, à 200 m des côtes marocaines, revendiqué par le Maroc et l'Espagne. Cet îlot est à l'origine de la crise de l'îlot Persil ou Leïla de 2002 entre les deux royaumes. |
| Peñón de Vélez de la Gomera ou Rocher Badis  | Espagne Maroc                                  | Presqu'île située la côte nord-africaine sous contrôle espagnol et revendiquée par le Maroc. La frontière entre le rocher et le Royaume du Maroc est la plus petite frontière terrestre du monde. |
| Îles Alhucemas                               | Espagne Maroc                                  | Archipel, comprenant le Peñón de Alhucemas, l'isla de Tierra et l'isla de Mar, sous contrôle de l'Espagne, situés à une dizaine de mètres du Maroc, qui le revendique. |
| Bassas da India                              | France Madagascar                              | Île de l'Océan Indien, sous contrôle de la France comme partie des îles Éparses, revendiquée par la République malgache. |
| Île Europa                                   | France Madagascar                              | Île de l'Océan Indien, sous contrôle de la France comme partie des îles Éparses, revendiquée par la République malgache. |
| Îles Glorieuses                              | France Madagascar                              | Île de l'Océan Indien, sous contrôle de la France comme partie des îles Éparses, revendiquée par la République malgache. |
| Îles Juan de Nova                            | France Madagascar                              | Île de l'Océan Indien, sous contrôle de la France comme partie des îles Éparses, revendiquée par la République malgache. |
| Bir Tawil                                    | Aucune                                         | Zone hors souveraineté entre l'Égypte et le Soudan, modeste face au territoire du Triangle de Hala'ib sur la Mer Rouge (contrôlé par l'Égypte et revendiqué par le Soudan) : pour l'Égypte, occuper Bir Tawil serait reconnaître les revendications soudanaises sur Halaïb, et pour le Soudan, Bir Tawil est un territoire égyptien du moment que Halaïb est soudanais. |
| Triangle d'Hala'ib                           | Égypte Soudan                                  | Zone contrôlée par l'Égypte depuis 2000, revendiquée par le Soudan, sur la côte de la mer Rouge. |
| Corisco (également appelé Mandij)            | Guinée équatoriale Gabon                       | Territoire sous contrôle de la Guinée équatoriale, revendiqué par le Gabon. |
| Mbanié                                       | Gabon Guinée équatoriale                       | Île sous contrôle du Gabon, revendiquée par la Guinée équatoriale, ainsi que les îlots voisins de Conga et des Cocotiers. |
| Frontière entre la Côte d'Ivoire et le Ghana | Ghana Côte d'Ivoire                            | Litige concernant le tracé de la frontière maritime envenimé par l'existence de réserves d'hydrocarbure exploitées par le Ghana. |
| Zone pétrolière de Heglig                    | Soudan Soudan du Sud                           | |
| KaNgwane                                     | Afrique du Sud Eswatini                        | Territoire sud-africain, revendiqué par l'Eswatini. |
| Kimba (Ituri)                                | Soudan du Sud République démocratique du Congo | Village de l'Ituri sous contrôle du Soudan du Sud, revendiqué par la république démocratique du Congo. |
| Koalou                                       | Bénin Burkina Faso                             | Village sous contrôle du Bénin, revendiqué par le Burkina Faso. Le litige est en cours de jugement à la CIJ. |
| Mayotte                                      | France Comores                                 | Île française, département d'outre-mer, revendiquée par la république des Comores. |
| Migingo                                      | Kenya Ouganda                                  | Îlot du Lac Victoria dont la souveraineté est revendiquée par le Kenya et l'Ouganda. |
| Ogaden                                       | Éthiopie Somalie                               | Région sous contrôle de l'Éthiopie depuis 1881, revendiquée par les Tribunaux Islamiques de Somalie. Ils revendiquent également les territoires méridionaux de Djibouti et orientaux du Kenya, peuplés comme l'Ogaden par l'ethnie somali, afin de former la Grande Somalie.                                                                                            |
| Douméra                                      | Érythrée Djibouti                              | Territoire sous contrôle de l'Érythrée, revendiqué par Djibouti, auquel la communauté internationale reconnaît les droits de souveraineté. |
| Triangle d'Ilemi                             | Kenya Éthiopie Soudan du Sud                   | Région sous contrôle du Kenya, revendiquée par l'Éthiopie et le Soudan du Sud. |
| Tromelin                                     | France Maurice                                 | Île de l'Océan Indien, sous contrôle de la France comme partie des îles Éparses, revendiquée par l'Île Maurice. |

### Amérique
| Territoire                                                                     | Revendication                                                       | Notes |
| ------------------------------------------------------------------------------ | ------------------------------------------------------------------- | --- |
| Atacama et Arica                                                               | Chili rev. Bolivie rev. Pérou                                       | Territoire et port sous contrôle du Chili, au travers duquel la Bolivie réclame un couloir menant à l'océan Pacifique. En outre, demandes de rectification du Pérou de la délimitation de la frontière maritime avec le Chili dans la région (demande déposée à la Cour internationale de justice en 2008). |
| Isla de Aves                                                                   | Venezuela rev. Dominique                                            | Île sous contrôle du Venezuela, revendiquée par la Dominique. |
| Mer de Beaufort                                                                | Canada États-Unis                                                   | Litige maritime entre le Canada et les États-Unis. |
| Sud du Belize                                                                  | Belize rev. Guatemala                                               | La moitié sud du pays est revendiquée par le Guatemala. Certaines cartes guatémaltèques ne mentionnent même pas l'autre pays. |
| Détroit de Béring                                                              | Russie États-Unis                                                   | Litige maritime de 50 000 km2 entre la Russie et les États-Unis. |
| Conejo                                                                         | Honduras rev. Salvador                                              | Île du golfe de Fonseca sous contrôle du Honduras, revendiquée par le Salvador,. |
| Delta du Cutari                                                                | Guyana rev. Suriname                                                | Territoire sous contrôle du Guyana, revendiqué par le Suriname. |
| Entrée Dixon                                                                   | Canada États-Unis                                                   | Litige maritime dans le fjord séparant la Colombie-Britannique de l'Alaska, sur l'océan Pacifique, entre le Canada et les États-Unis. |
| Géorgie du Sud-et-les îles Sandwich du Sud                                     | Royaume-Uni rev. Argentine                                          | Sous contrôle du Royaume-Uni, revendiquées par l'Argentine. |
| Guantanamo                                                                     | États-Unis rev. Cuba                                                | Cuba revendique la restitution de la base militaire américaine de Guantanamo. |
| Guayana Esequiba                                                               | Guyana rev. Venezuela                                               | Territoire sous contrôle du Guyana, à l'ouest du fleuve Essequibo, revendiqué par le Venezuela. |
| Triangle d'Alitani-Marwini                                                     | France rev. Suriname                                                | Revendiqué par le Suriname jusqu'au cours du Maroni, que les Surinamiens considèrent comme étant la partie amont du Lawa, tandis que la France considère que l'amont du Lawa est l'Alitani (frontière actuelle à la suite d'un arbitrage international rendu en faveur de la France face aux Pays-Bas). Le triangle d'Alitani-Marwini représente 6 000 km2. En Guyane française il existe également des litiges maritimes avec le Suriname et le Brésil.                                                                                            |
| Détroit de Juan de Fuca                                                        | Canada États-Unis                                                   | Litige maritime entre le Canada et les États-Unis au Sud de l'île de Vancouver. |
| Île Machias Seal                                                               | Canada rev. États-Unis                                              | Île du golfe du Maine, sous contrôle du Canada, revendiquée par les États-Unis. |
| Îles Malouines                                                                 | Royaume-Uni rev. Argentine                                          | Sous contrôle du Royaume-Uni, revendiquées par l'Argentine. |
| Archipel de Los Monjes                                                         | Venezuela rev. Colombie                                             | Les îles Monjes del Norte, Monjes del Este et Monjes del Sur situées dans le golfe du Venezuela sont sous contrôle du Venezuela, revendiquées par la Colombie. |
| Île de la Navasse                                                              | États-Unis rev. Haïti                                               | Île sous contrôle des États-Unis, revendiquée par Haïti. |
| Isla de Patos                                                                  | Venezuela rev. Trinité-et-Tobago                                    | Îlot sous contrôle du Venezuela, revendiqué par Trinité-et-Tobago. |
| Plateau continental du golfe du Mexique                                        | Cuba Mexique États-Unis                                             | Litige maritime dans la région orientale du golfe du Mexique, au-delà des 200 milles nautiques entre Cuba, le Mexique et les États-Unis, par la superposition des étendues respectives des zones économiques exclusives de Cuba, du Mexique et des États-Unis au-delà des 200 milles nautiques (le cas de la région occidentale a été résolu par le traité entre le Mexique et les États-Unis sur la délimitation de la plate-forme continentale dans la région occidentale du golfe du Mexique, au-delà des 200 milles nautiques, du 9 juin 2000). |
| Île de la Providence et Île Santa Catalina                                     | Colombie rev. Nicaragua                                             | Îles sous contrôle de la Colombie, revendiquées par le Nicaragua. La possession de ces deux îles permet à la Colombie d'étendre considérablement sa zone maritime exclusive et ampute sévèrement celle du Nicaragua. |
| Ranguana                                                                       | Belize rev. Guatemala                                               | Récif sous contrôle du Belize, revendiqué par le Guatemala. |
| Saint-Barthélemy                                                               | France Antigua-et-Barbuda                                           | Litige maritime entre la France et Antigua-et-Barbuda. |
| Sapodilla                                                                      | Belize rev. Guatemala rev. Honduras                                 | Récif sous contrôle du Belize, revendiqué par le Guatemala et le Honduras. |
| Banc de Serranilla                                                             | Colombie rev. Nicaragua rev. Jamaïque rev. États-Unis               | Écueils et hauts-fonds propices à la pêche, sous contrôle de la Colombie, revendiqué par le Nicaragua, la Jamaïque et les États-Unis. |
| East South East, Banco Rocador, Banco Quito Sueno, Banco Serrana et Bajo Nuevo | Colombie rev. Nicaragua rev. Honduras rev. Jamaïque rev. États-Unis | Écueils et hauts-fonds propices à la pêche, sous contrôle de la Colombie, revendiqués par le Nicaragua, le Honduras et la Jamaïque ; les États-Unis « se réservent le droit » d'émettre également des revendications. |
| Île San Andrés                                                                 | Colombie rev. Nicaragua                                             | Île sous contrôle de la Colombie, revendiquée par le Nicaragua. La possession de cette île permet à la Colombie d'étendre considérablement sa zone économique exclusive et ampute sévèrement celle du Nicaragua. |
| Îlot Soldado                                                                   | Venezuela rev. Trinité-et-Tobago                                    | Îlot sous contrôle du Venezuela, revendiqué par Trinité-et-Tobago. |

### Asie et Pacifique
| Territoire                                | Revendication                                     | Notes |
| ----------------------------------------- | ------------------------------------------------- | --- |
| Abu Moussa                                | Iran rev. Émirats arabes unis                     | Île du détroit d'Ormuz sous contrôle de l'Iran, revendiquée par les Émirats arabes unis. Le différend est actuellement jugé par la Cour internationale de justice. |
| Aksai Chin                                | Chine rev. Inde                                   | Zone du Cachemire sous contrôle de la république populaire de Chine, revendiquée par l'Inde. |
| Sandjak d'Alexandrette                    | Turquie rev. Syrie                                | Ancienne province de Hatay, sous contrôle de la Turquie, revendiquée par la Syrie dont la plupart des cartes la représentent comme partie intégrante du territoire syrien. |
| Arunachal Pradesh                         | Inde rev. Chine                                   | État fédéré membre de l'Union indienne, revendiqué par la Chine. |
| Azad Cachemire                            | Pakistan rev. Inde                                | Partie du Cachemire sous contrôle du Pakistan, revendiquée par l'Inde. |
| Baengnyeong                               | Corée du Sud rev. Corée du Nord                   | Île sous contrôle de la Corée du Sud, revendiquée par la Corée du Nord. |
| Bubiyan                                   | Koweït rev. Irak                                  | Île et territoire maritimes sous contrôle du Koweït, revendiqués par l'Irak jusqu'en 1994, mais de nombreuses cartes irakiennes continuent à la représenter comme irakienne. |
| Cachemire                                 | Chine Inde Pakistan                               | Ancien État princier de l'Inde britannique, actuellement administré séparément par la république populaire de Chine, l'Inde et le Pakistan (voir Aksai Chin, Azad Cachemire, Jammu-et-Cachemire et Gilgit-Baltistan): il existe des revendications indiennes sur les parties pakistanaises et chinoises, des revendications pakistanaises sur la partie indienne, et des revendications indépendantistes de la partie indienne. |
| Mer Caspienne                             | Russie Kazakhstan Turkménistan Iran Azerbaïdjan   | Les frontières maritimes des cinq États riverains (Russie, Kazakhstan, Turkménistan, Iran et Azerbaïdjan) ne sont pas délimitées, ce qui cause des tensions sur l'exploitation de réserves d'hydrocarbure entre le Turkménistan et l'Azerbaïdjan. |
| Chatt-el-Arab                             | Iran rev. Irak                                    | Territoires maritimes et terrestres sous contrôle de l'Iran, revendiqués par l'Irak. |
| Fermes de Chebaa                          | Israël rev. Liban                                 | Zone sous contrôle d'Israël, revendiquée par le Liban ; les Israéliens l'ont occupée et annexée en même temps que le Golan syrien occupé (voir Golan). |
| Daecheong                                 | Corée du Sud rev. Corée du Nord                   | Île sous contrôle de la Corée du Sud, revendiquée par la Corée du Nord. |
| Deir el Achayer                           | Syrie Liban                                       | Territoire revendiqué par la Syrie et le Liban. |
| Frontière entre la Birmanie et l'Inde     | Birmanie Inde                                     | Litige terrestre concernant le tracé de la frontière qui passe à travers le territoire de nombreuses ethnies. |
| Vallée de Ferghana                        | Kirghizistan Tadjikistan Ouzbékistan              | Litiges territoriaux terrestres entre le Kirghizistan, le Tadjikistan et l'Ouzbékistan, concernant le tracé, très sinueux, de la frontière et les enclaves (pour la plupart ouzbèkes) délimitées à l'époque soviétique,. |
| Golan                                     | Israël rev. Syrie                                 | Plateau annexé par Israël au travers de la loi du plateau du Golan, la plupart des pays reconnaissant la souveraineté de la Syrie sur la zone. La zone des fermes de Chebaa est revendiquée par le Liban. |
| Île Hunter                                | France rev. Vanuatu                               | Île à l'est de la Nouvelle-Calédonie, sous contrôle de la France, revendiquée par le Vanuatu (voir aussi île Matthew et île Walpole). |
| Jammu-et-Cachemire                        | Inde rev. Pakistan                                | Partie du Cachemire, État fédéral de l'Union Indienne, revendiquée par le Pakistan. |
| Jérusalem-Est                             | Israël rev. Palestine                             | Annexion par Israël non reconnue par l'ONU. |
| Îles Kouriles                             | Russie rev. Japon                                 | Les îles Itouroup, Kounachir, Chikotan et Habomai, appelées Kouriles du Sud, sont sous contrôle de la Russie depuis 1945, revendiquées par le Japon qui les appelle Territoires du Nord. |
| Rochers Liancourt                         | Corée du Sud rev. Japon                           | Écueils sous contrôle de la Corée du Sud, revendiqués par le Japon. |
| Île Matthew                               | France rev. Vanuatu                               | Île à l'est de la Nouvelle-Calédonie, sous contrôle de la France, revendiquée par le Vanuatu (voir aussi île Hunter et île Walpole). |
| Îles Paracels                             | Viêt Nam rev. Chine                               | Îles coralliennes inhabitées (pas d'eau douce), situées en mer de Chine méridionale, revendiquées par la Chine. |
| Preah Vihear                              | Cambodge rev. Thaïlande                           | Litige territorial entre le Cambodge et la Thaïlande, portant sur 27 000 km2 autour du temple de Preah Vihear, sous contrôle cambodgien, revendiqué par la Thaïlande. Le Cambodge s'appuie sur un arbitrage de l'ONU de 1962. La Thaïlande appuie ses revendications sur l'accord franco-siamois de 1904. |
| Sabah                                     | Malaisie rev. Philippines                         | Territoire sous contrôle de la Malaisie, revendiqué par les Philippines. |
| Îles Senkaku                              | Japon rev. Taïwan rev. Chine                      | Îles sous contrôle du Japon, revendiquées par Taïwan et par la Chine (sous le nom d'îles Tiaoyutai), voir conflit territorial des îles Senkaku. |
| Sir Creek (en)                            | Inde Pakistan                                     | Estuaire en litige entre l'Inde et le Pakistan. |
| Îles Spratleys                            | Chine Taïwan Viêt Nam Philippines Malaisie Brunei | Archipel corallien inhabité en mer de Chine méridionale au centre d'un conflit territorial complexe impliquant la Chine, Taïwan, le Viêt Nam, les Philippines, la Malaisie et Brunei. Chacune de ces puissances contrôle quelques îles de l'archipel. |
| Gilgit-Baltistan (ou Territoires du Nord) | Pakistan rev. Inde                                | Partie du Cachemire sous contrôle du Pakistan, revendiquée par l'Inde. |
| Tsushima                                  | Japon rev. Corée du Sud                           | |
| Tunb                                      | Iran rev. Émirats arabes unis                     | Îles proches d'Abu Moussa dans le golfe Persique sous contrôle de l'Iran, revendiqués par les Émirats arabes unis. |
| Île Walpole                               | France rev. Vanuatu                               | Île à l'est de la Nouvelle-Calédonie, sous contrôle de la France, revendiquée par le Vanuatu (voir aussi îles Hunter et Matthew). |
| Wake                                      | États-Unis rev. Îles Marshall                     | Île du Pacifique Nord administrée par les États-Unis et revendiquée par les Îles Marshall. |
| Yeonpyeong                                | Corée du Sud rev. Corée du Nord                   | Archipel de la mer Jaune sous contrôle de la Corée du Sud, revendiqué par la Corée du Nord. |

### Europe
| Territoire                                                   | Revendication                        | Notes |
| ------------------------------------------------------------ | ------------------------------------ | --- |
| Crimée                                                       | Ukraine Russie                       | Péninsule considérée par l'Ukraine comme faisant partie de son territoire, annexée par la Russie en 2014. Annexion non reconnue par l'ONU. |
| Régions de Donetsk, de Kherson, de Louhansk et de Zaporijjia | Ukraine Russie                       | Régions de jure ukrainienne, partiellement occupées par la Russie puis annexée par cette dernière à la suite de référendums (non reconnu par l'ONU) le 30 septembre 2022. |
| Mer Égée                                                     | Grèce Turquie                        | Litige maritime entre la Grèce et la Turquie sur la délimitation des eaux territoriales, des espaces aériens nationaux, et concernant la souveraineté sur certains îlots dont principalement celui d'Imia/Kardak. |
| Îles Féroé                                                   | Danemark Irlande Royaume-Uni Islande | Litige quant à la délimitation du plateau continental des îles Féroé entre le Danemark, l'Irlande, le Royaume-Uni et l'Islande. |
| Frontière entre la Croatie et la Serbie                      | Croatie Serbie                       | La frontière de fait est l'actuel tracé du Danube. La Croatie revendique l'ancien tracé comme frontière, revendiquant donc les territoires à l'Ouest de l'ancien tracé, tout en étant prêt à céder ceux — moins importants — à l'Est de ce tracé. |
| Gibraltar                                                    | Royaume-Uni rev. Espagne             | Sous contrôle du Royaume-Uni, revendiqué par l'Espagne. |
| Lough Foyle et Carlingford Lough                             | Irlande Royaume-Uni                  | Il existe un litige entre le gouvernement de l'Irlande et le gouvernement du Royaume-Uni concernant le tracé de la frontière maritime au niveau de ces deux estuaires,. |
| Île Maican                                                   | Ukraine rev. Roumanie                | Cinq îles, situées au sud du talweg du bras danubien de Chilia reconnu comme frontière roumano-soviétique au traité de paix de Paris en 1947, ont été occupées par l'URSS en 1948 et sont aujourd'hui sous contrôle de l'Ukraine, mais seule celle de Maican presque au contact de la rive roumaine, est encore revendiquée par la Roumanie,. |
| Međimurje/Prekmurje                                          | Croatie Slovénie                     | Litige frontalier autour de la rivière Mura entre la Croatie et la Slovénie. |
| Massif du Mont Blanc                                         | France Italie                        | Litige territorial sur le tracé exact de la frontière entre la France et l'Italie dans le secteur du mont Blanc et du dôme du Goûter. La première considère le sommet du mont Blanc comme entièrement français et celui du mont Blanc de Courmayeur comme frontalier tandis que la seconde considère que la frontière passe par le sommet du mont Blanc et donc que le mont Blanc de Courmayeur est intégralement italien. Un autre litige territorial concerne le col du Géant. |
| Golfe de Musura                                              | Ukraine Roumanie                     | Litige maritime en mer Noire, à l'embouchure de Chilia, portant sur des eaux territoriales roumaines selon les traités de paix de Paris (1947) et frontalier roumano-ukrainien de Constanța (2 juin 1997) ainsi que selon l'arrêt de la Cour internationale de justice (3 février 2009), mais se trouvant de facto sous contrôle de l'Ukraine. |
| Olivença-Olivenza                                            | Espagne rev. Portugal                | Ville frontalière luso-espagnole sous contrôle de l'Espagne, revendiquée par le Portugal. |
| Golfe de Piran                                               | Croatie Slovénie                     | Litige maritime et terrestre entre la Croatie et la Slovénie. Cette dernière réclame un accès aux eaux internationales et une portion de territoire au sud de la rivière Dragonja et donc une rectification de la frontière actuelle ce que refuse la Croatie. |
| Péninsule de Prevlaka                                        | Croatie rev. Monténégro              | Territoire sous contrôle croate revendiqué par le Monténégro. |
| Rîpa de la Mîndreşti                                         | Ukraine rev. Moldavie                | Lieu-dit, sur la rive du Danube, sous contrôle de l'Ukraine depuis 1992, revendiqué par la Moldavie à laquelle il appartenait auparavant au sein de l'URSS. La possession de ce lieu-dit permettrait à la Moldavie d'allonger son unique quai portuaire sur le Danube. |
| Rockall                                                      | Royaume-Uni Danemark Irlande Islande | Écueils et hauts-fonds propices à la pêche au nord de l'océan Atlantique, revendiqués par le Royaume-Uni, le Danemark (îles Féroé), l'Irlande et l'Islande. |
| Îles Selvagens                                               | Portugal rev. Espagne                | Archipel sous contrôle portugais, entre Madère et les îles Canaries, revendiqué par l'Espagne. |
| Rivière Una                                                  | Croatie Bosnie-Herzégovine           | Litige frontalier entre la Croatie et la Bosnie-Herzégovine concernant un îlot de quelques hectares situé près de Hrvatska Kostajnica,. |

### Potentielles disputes territoriales
- L'Archipel du Nord et les rochers escarpés (Channel Islands de Californie et îles Farallon). Huit îles et les rochers escarpés en face de la Californie, non compris dans le traité de Guadalupe Hidalgo, souscrit le 2 février 1848 entre le Mexique et les États-Unis[25].